# Марина лазоревая
Мари́на лазо́ревая — день в народном календаре у славян, приходящийся на 17 (30) июля.
Народная этимология переосмыслила день памяти святой Марины в связи с большой водой или большим дождём, а день памяти преподобного Лазаря — с лазоревыми отблесками молний. Отсюда сложилось название «Марина Лазоревая».

## Другие названия дня
рус. Мария, Марины с Лазарем; серб. Огњена Мариjа[страница не указана 3253 дня]; макед. Огнена Марија; болг. Марина Огнена, Опалена Мария; Маринден.

## Традиции восточных славян
Великомученице Марине молятся при разных недугах. В Белоруссии наговаривали воду: «Добры вечар, цёмна ноч! На табе, вада, маю бяду, а мне маё здароўе назад аддай» и затем умывались ею перед сном.
На Руси была известна легенда о морской царевне Марине и морском царе. Наскучило царевне жить в палатах отца, убежала она на землю. С тех пор каждый год, когда наступает день рождения Марины, вспоминает морской царь о дочере-беглянке, и во гневе пускает в небо огненные стрелы, которые видны как лазоревые отблески на небе. Считалось, что «сухие» молнии иссушают зрение, и смотреть на них нельзя.
Считалось, что неделю перед Ильиным днём нечистая сила старалась гадить человеку из последних сил, поэтому некоторые крестьяне считали ещё более опасной для купанья, чем русальная: «водяной в это время ищет себе жертв, и только самый отчаянный решится купаться в ильинскую неделю!».

## Обычаи южных славян
В сербских песнях молнии зовутся Марией, которая обычно имеют эпитет Огненной. В этот день во избежание пожара, грома, молнии соблюдаются запреты на все виды работ, особенно полевые, так как считалось, что «огненная святая» может сжечь урожаи. Македонцы на праздник Огнена Mapиja и в предшествующие дни не жнут и не веют хлеб, чтобы поле не воспламенилось само по себе, а также не выполняют тяжёлых работ по дому, чтобы избежать пожара в доме. В Куманово не пекут хлеб и не варят еду в этот день, соблюдая запрет зажигать огонь в доме или в поле. В восточной и южной Сербии в этот день не разжигают огонь и не месят хлеб, опасаясь, что нарушивший запрет будет убит громом или сожжён огнём. В родопских сёлах Маринден празднуется от грома, ударов молнии и пожаров; на юге Пловдивского края верят, что нарушение запретов приведёт к тому, что в огне сгорят дети. Во многих болгарских сёлах в первый день праздников Горешницы (28—30 июля) гасят огонь в доме и только на третий день (праздник Огненной Марии) зажигают нов, млад, жив огън в ходе специального обряда, получения «живого огня». Верят, что на третий день праздников огонь сам падает с неба.
Святая Марина считалась хозяйкой над змеями, поэтому в этот день запрещались работы с предметами напоминающими змей: нитками, пряжей, веревками. Змеи по поверьям находились на земле до этого дня (или до Преображения, Успения), а потом уходили в «нижний мир». Кроме того, к святой обращались как к целительнице, особенно в случае змеиных укусов и глазных болезней, и в этот день больные совершали омовение в целебных источниках.
В сербской народной песне указывается, что при дележе неба взяли: Святой Илья — «гром небесный», а Мария — «молнию и стрелы».

## Образ Огненной Марии
«Огненная Мария» — именование великомученицы Марины (Маргариты Антиохийской) в южнославянских традициях. Эпитет «Огненная» объясняется включением дня её памяти в перечень «огненных» праздников, когда нарушение запрета на сельскохозяйственные работы могло привести к появлению пожаров. В связи с тем, что и святая Марина, и Богородица понимаются как сестра Ильи пророка, произошло взаимное наложение их образов в виде «Огненной Марии».
По народным верованиям сербов, святая Мария карает огнём. В преданиях рассказывается об огне и молниях, которые в тёплые праздничные дни сжигали жито, сено и дома тех, кто согрешил, работая в её день.
У болгар и сербов Огненная Мария считалась сестрой Ильи-пророка, чей праздник отмечается тремя днями позже. По поверьям, Мария вынуждена скрывать от брата день его именин, иначе он развеселился бы так, что громом и молниями уничтожил бы всё вокруг (серб., болг.); по другим версиям, «когда на святого Илию и после праздника не идёт столь необходимый дождь, народ говорит, что Огненная Мария ещё не напомнила об именинах своему брату Илии».
Кроме того «огненной» Дева Мария считалась на Сретенье (Пресвятая Мария Громница) и на Благовещенье (словен. Marija Ognjenica и Marija Glavnjenica от glavnja «головня»). Сохранились поверья о падении на Сретенье и Благовещенье небесной головни, напоминащие рассказы о громовых стрелах, пускаемых во время грозы Богом или святым Ильёй.
В сложении образа Огненной Марии определённую роль сыграла библейско-христианская традиция, малоизученный иконографический тип Богоматери Огневидной, а также славянские образы красной девицы, весны красно́й. Иконография Богоматери Огневидной также связана с праздником Сретения, известным в Польше и Юго-Западной Руси под названиями «Огненная Мария», «Громница».

## Поговорки и приметы
- «За Финогеем Марины с Лазарем ладят зорям па́зори»[5][20].
- Замолкают птицы[21].
- Время грозовых отблесков и поздних сенокосов[22].